# Francesco d'Aquino, principe di Caramanico
Francesco Maria Venanzio d'Aquino, principe di Caramanico (Napoli, 27 febbraio 1738 – Palermo, 9 gennaio 1795), è stato un ambasciatore del re di Napoli e di Sicilia  a Londra e a Parigi, poi viceré di Sicilia.

## Biografia
Francesco d'Aquino nacque a Napoli da Antonio e di Ippolita Pignatelli dei principi di Monteroduni. Il padre Antonio discendeva da Tommaso (6 marzo 1601-4 gennaio 1662, duca di Casoli dal 1642), fratello del più noto mercante e finanziere Bartolomeo d'Aquino (1609-1658, principe di Caramanico dal 1641), il quale da origini umili era divenuto uno dei personaggi più influenti del viceregno di Napoli tra gli anni Quaranta e Cinquanta del Seicento.
Nel 1767 Francesco d'Aquino sposò Vittoria de Guevara dei duchi di Bovino (1738–1802), vedova del duca di Maddaloni Carlo Carafa (1734-1765). Alla morte del padre (1775) gli successe nei titoli di principe di Caramanico, duca di Casoli, marchese di Francolise e conte di Palena.
Fu esponente di spicco della massoneria napoletana e nel 1769 fu eletto maestro venerabile della loggia della Vittoria. Nel 1773 dichiarò sconveniente che la massoneria napoletana dipendesse da un centro straniero e staccò dalla Gran Loggia di Londra la loggia dello Zelo, trasformandola in Gran loggia nazionale, della quale divenne il gran maestro. Tuttavia, dopo l'editto di Ferdinando IV di Borbone del 12 settembre 1775, che metteva fuori legge le logge massoniche, fece atto pubblico di abiura, pur rimanendo legato alle tradizioni massoniche, poiché fu venerabile della Well Chosen Lodge,  n. 444 della Gran Loggia di Londra. Nel 1776 Bernardo Tanucci, per contrastare il tentativo dei massoni e della regina Maria Carolina d'Asburgo-Lorena di sganciare il regno di Napoli dall'influenza spagnola, fece arrestare alcuni esponenti della massoneria, ma, a sostegno della regina e dei massoni, giunsero a Napoli Alberto di Sassonia-Teschen e Luisa Maria Adelaide di Borbone: ciò rafforzò il legame tra la regina e il principe di Caramanico e causò la caduta di Tanucci.
Fu ambasciatore del regno di Napoli a Londra (1780-1784) e a Parigi (1784-1786); tornato in patria, fu decorato con le insegne dell'Ordine di San Gennaro e fu nominato membro del Consiglio di Stato.

### Viceré di Sicilia
Nel 1786, in sostituzione di Domenico Caracciolo, fu nominato viceré di Sicilia: fu probabilmente John Acton a favorirne la nomina, forse per allontanarlo da Napoli, dove era molto popolare. Nel Regno di Sicilia, il principe di Caramanico, grazie ai poteri di alter ego di re Ferdinando III, continuò l'opera riformatrice del Caracciolo, tesa a limitare il potere dei baroni e a rafforzare il potere centrale: in tal senso, già nel 1788 abolì le angherie, cioè le prestazioni gratuite dovute dai braccianti a capriccio dei feudatari siciliani e l'anno seguente eliminò gli ultimi residui dell'istituto della servitù della gleba nelle campagne; poi ridusse il numero di seggi, e quindi il potere, dei nobili nella Deputazione del Regno, organismo tributario-finanziario, composto da dodici membri (quattro eletti per ciascuno dei tre bracci del Parlamento siciliano) che fin dal XV secolo, insieme al Sacro Regio Consiglio, deteneva il potere esecutivo nel Reame siciliano
Anche la classe intellettuale venne coinvolta nell'azione riformatrice e l'università di Catania fu riformata. L'italiano sostituì definitivamente il latino negli atti pubblici.
Fu particolarmente amato dagli strati più umili della popolazione siciliana, in favore dei quali promosse azioni filantropiche soprattutto durante le epidemie del 1792-1793.
Il principe fu un ammiratore degli ideali egualitari, tipici della Rivoluzione francese e mantenne buoni rapporti con i francesi anche dopo la decapitazione di Luigi XVI.
Morì improvvisamente il 9 gennaio 1795, forse avvelenato, dopo una notte di atroci sofferenze.

## Ascendenza
|                                                |                                    |                                      | Genitori                               |  |  | Nonni |  |  | Bisnonni                            |  |  | Trisnonni                          |  |
|                                                |                                    |                                      |                                        |  |  |       |  |  | Giacomo d'Aquino, II duca di Casoli |  |  | Tommaso d'Aquino, I duca di Casoli |  |
|                                                |                                    |                                      |                                        |  |  |       |  |  | Giacomo d'Aquino, II duca di Casoli |  |  | Tommaso d'Aquino, I duca di Casoli |  |
|                                                |                                    | Girolama ?                           |                                        |  |  |       |  |  | Giacomo d'Aquino, II duca di Casoli |  |  |                                    |  |
| Francesco Gaetano d'Aquino, III duca di Casoli |                                    |                                      |                                        |  |  |       |  |  | Giacomo d'Aquino, II duca di Casoli |  |  |                                    |  |
|                                                |                                    | Laura del Tufo                       | Ascanio del Tufo, I marchese di Matino |  |  |       |  |  |                                     |  |  |                                    |  |
|                                                |                                    | Laura del Tufo                       | Ascanio del Tufo, I marchese di Matino |  |  |       |  |  |                                     |  |  |                                    |  |
|                                                |                                    | Laura del Tufo                       | Antonia Guarini                        |  |  |       |  |  |                                     |  |  |                                    |  |
| Antonio d'Aquino, VIII principe di Caramanico  |                                    | Laura del Tufo                       |                                        |  |  |       |  |  |                                     |  |  |                                    |  |
|                                                |                                    | Girolamo Mignanelli                  | …                                      |  |  |       |  |  |                                     |  |  |                                    |  |
|                                                |                                    | Girolamo Mignanelli                  | …                                      |  |  |       |  |  |                                     |  |  |                                    |  |
|                                                |                                    | Girolamo Mignanelli                  | …                                      |  |  |       |  |  |                                     |  |  |                                    |  |
| Maria Isabella Mignanelli                      |                                    | Girolamo Mignanelli                  |                                        |  |  |       |  |  |                                     |  |  |                                    |  |
|                                                |                                    | …                                    | …                                      |  |  |       |  |  |                                     |  |  |                                    |  |
|                                                |                                    | …                                    | …                                      |  |  |       |  |  |                                     |  |  |                                    |  |
|                                                |                                    | …                                    | …                                      |  |  |       |  |  |                                     |  |  |                                    |  |
| Francesco d'Aquino, IX principe di Caramanico  |                                    | …                                    |                                        |  |  |       |  |  |                                     |  |  |                                    |  |
|                                                | Giovanni Pignatelli della Leonessa | Luigi Pignatelli della Leonessa      |                                        |  |  |       |  |  |                                     |  |  |                                    |  |
|                                                | Giovanni Pignatelli della Leonessa | Luigi Pignatelli della Leonessa      |                                        |  |  |       |  |  |                                     |  |  |                                    |  |
|                                                | Giovanni Pignatelli della Leonessa | Isabella Giovanna Barrile di Caivano |                                        |  |  |       |  |  |                                     |  |  |                                    |  |
| Luigi Pignatelli, I principe di Monteroduni    | Giovanni Pignatelli della Leonessa |                                      |                                        |  |  |       |  |  |                                     |  |  |                                    |  |
|                                                |                                    | Ippolita de Somma                    | …                                      |  |  |       |  |  |                                     |  |  |                                    |  |
|                                                |                                    | Ippolita de Somma                    | …                                      |  |  |       |  |  |                                     |  |  |                                    |  |
|                                                |                                    | Ippolita de Somma                    | …                                      |  |  |       |  |  |                                     |  |  |                                    |  |
| Ippolita Pignatelli di Monteroduni             |                                    | Ippolita de Somma                    |                                        |  |  |       |  |  |                                     |  |  |                                    |  |
|                                                |                                    | …                                    | …                                      |  |  |       |  |  |                                     |  |  |                                    |  |
|                                                |                                    | …                                    | …                                      |  |  |       |  |  |                                     |  |  |                                    |  |
|                                                |                                    | …                                    | …                                      |  |  |       |  |  |                                     |  |  |                                    |  |
| Maddalena Mormile di Carinari                  |                                    | …                                    |                                        |  |  |       |  |  |                                     |  |  |                                    |  |
|                                                |                                    | …                                    | …                                      |  |  |       |  |  |                                     |  |  |                                    |  |
|                                                |                                    | …                                    | …                                      |  |  |       |  |  |                                     |  |  |                                    |  |
|                                                |                                    | …                                    | …                                      |  |  |       |  |  |                                     |  |  |                                    |  |
|                                                |                                    | …                                    |                                        |  |  |       |  |  |                                     |  |  |                                    |  |